# Liste des maires de Marseille
La fonction de maire de Marseille est créée en 1766 par un règlement de Louis XV, succédant au poste de premier échevin. Depuis le 21 décembre 2020, Benoît Payan est maire de Marseille.

## Liste des consuls
Jusqu'en 1660, la municipalité de Marseille est dirigée par un premier consul (gentilhomme ou réputé gentilhomme), un deuxième consul (négociant) et un troisième consul (marchand ou bourgeois).
- 1347 Pierre de la Cépède
- 1373 Lazarin de la Cépède
- 1473 Perceval de Vento
- 1477 Honoré d'Yse
- 1483 Bertrand de Bouquier
- 1489 Honorat d'Yse
- 1494 Bertrand de Bouquier
- 1499 Honoré de Fourbin (Pierre d'Albertas, 3e consul)
- 1511 Antoine d'Albertas
- 1512 Pierre de Vento
- 1516 Pierre de La Cépède
- 1523 Pierre de Vento
- 1526 Jean de Lacépède
- 1530 Amiel d'Albertas
- 1532 Jean de Lacepède
- 1534 Louis de Vento
- 1539 Reynaud de Vento
- 1540 Honoré Dieudé
- 1541 Philippe de La Cépède
- 1542 Pierre d'Albertas
- 1543 Amiel d'Albertas
- 1544 Louis Cabre, (2e consul)
- 1546 Nicolas d'Arenne (Jacques Alphanty, 2e consul)
- 1547 Blaise Doria
- 1552 Balthazard de Paul
- 1555 Amiel d'Albertas
- 1557 Balthazard de Paul
- 1558 Lazarin Doria
- 1560 Pierre de Candolle
- 1562 Jean de Riquetty de Mirabeau
- 1563 Gaspard de Paul
- 1564 Charles de Vento de Pennes
- 1565 Pierre d'Albertas de Saint-Chamas (Thomas Lenche, 2e consul)
- 1566 Balthazard de Paul
- 1571 Pierre de Bouquier
- 1572 Louis de Vento
- 1575 Jean de Lacépède
- 1576 Antoine de Hue (Joseph Médicis, assesseur)
- 1577 André de Gérente (François Seguier, 3e consul ; Ogier Mottet, assesseur)
- 1581 François de Bouquier
- 1582 Jean de Léon
- 1583 François de Glandevès
- 1584 Antoine Darène (Louis de La Motte Dariès, 2e consul)
- 1585 Michel de Villages
- 1586 Antoine de Bouquier
- 1587 Nicolas de Lacépède (Antoine de Lenche, 2e consul ; Jacques Bousquet, 3e consul)
- 1588 Gaspard d'Albretas de Villecrose (François Amiel, 2e consul)
- 1589 Pierre de Caradet de Bourgogne
- 1590 Cornelius de Ramezan
- 1591-1595 Charles de Casaulx
- 1596 Ogier de Riquetty
- 1597 Amiel de Tournier (Georges Fournier, 2e consul)
- 1599 Orsosanto de Cipriani
- 1600 Jean-Baptiste de Cauvet de Trets
- 1601 Marc-Antoine de Vento des Pennes (Catelin Guillermy, 3e consul)
- 1602 Louis de Cabre
- 1603-1604 Blaise Doria
- 1612 Antoine de Forbin
- 1620 Michel de Villages (Henri David, assesseur)
- 1621 Honoré de Riquetty de Mirabeau
- 1624 Pierre de Salomon
- 1641 Gaspard de Villages (Jean-Baptiste de Ganay, 2e consul)
- 1642 Jean de Riquetty
- 1643 Marc-Antoine de Vento des Pennes
- 1646 Joseph Bourguignon
- 1647 Pierre de Bausset de Roquefort
- 1648-1649 Jean-Louis-Antoine de Glandèves
- 1651 Louis de Monier d'Aiglun (Gilles Macé de Gastines, 2e consul)
- 1656 Louis de Vento
- 1655 Jean-Baptiste de Villages (Lazare Barbaroux, assesseur)

## Liste des premiers échevins
À partir de 1660, le premier échevin n'est théoriquement plus gentilhomme mais négociant, le deuxième échevin étant issu des marchands ou bourgeois, même si la réalité est plus complexe,.
- 1660 : Jean de Farges
- 1661 : Lange de Bonin
- 1662 : Louis de Boutassy
- 1668 : Jean Beau (Barthélemy Cousinéry, 2e échevin ; Jacques Pons, assesseur)
- 1669 : Nicolas Roux de Bonneval
- 1670 : François Mazerat (Honoré Rigord, 2e échevin ; Gaspard Timon, assesseur)
- 1671 : François Mazenod
- 1674 : Gaspard Sicard
- 1675 : Henri Prat (Thomas Estienne, 2e échevin ; François Lyon, assesseur)
- 1676 : Claude Fort (Jean Magy, 2e échevin)
- 1676 : Louis Cordier (Jean-Jacques Pons, assesseur)
- 1678 : Jacques Franchiscou (Mathieu Barrigue, 2e échevin)
- 1685 : François Borély
- 1688 : Honoré Rostang Béliard (Louis Rémusat, 2e échevin)
- 1689 : Jacques Savignon (Louis Rémusat, 2e échevin)
- 1692 : Joseph Borély
- 1695 : David Magy (Ange Timon, assesseur)
- 1696 : Antoine Coulomb (Jean-Baptiste Bruni, 2e échevin)
- 1697 : Jean Fabre (Félix David, 2e échevin)
- 1699 : Jean Constant (Pierre Jourdan, 2e échevin)
- 1700 : Vincent Martin (Pierre Sigaud, 2e échevin)
- 1702 : François Sebolin
- 1707 : Pierre Boulle (Antoine Martin, 2e échevin)
- 1713 : Pierre Bau (Louis Guillermy, 2e échevin)
- 1715 : Pierre Porry (Jean-André Féraud, 2e échevin)
- 1717 : François Boissély (André Magallon, 2e échevin)
- 1718 : Jean-Baptiste Estelle
- 1721 : Pierre Rémusat
- 1722 : Luc Martin (Étienne Rémusat, 2e échevin)
- 1724 : Jean-François Alphanty (Blaise David, 2e échevin)
- 1725 : Jacques Sarrebourse de Pontleroy
- 1727 : Étienne Roland (Louis Dauphin, 2e échevin)
- 1729 : Jacques Rémusat
- 1730 : Guillaume de Saint-Jacques (Jean David, 2e échevin)
- 1731 : Honoré Latil
- 1733 : Bernard-Lazare Dumon (Alexandre Dauphin, 2e échevin)
- 1734 : Jean-André Féraud
- 1735 : Jean-Louis Guieu (Louis David, 2e échevin)
- 1736 : Jean-Baptiste Fabron (Joachim de Surian, 2e échevin)
- 1738 : Blaise David (Alexandre-Xavier Audibert, 2e échevin)
- 1739 : Louis Seren (Jean-François Isnard, 2e échevin)
- 1740 : Denis Borély
- 1741 : Jean-Baptiste Beaumond
- 1742 : Noël-Justinien Rémusat (Joseph Crozet, 2e échevin)
- 1743 : Georges de Roux (Balthazar Mille, 2e échevin)
- 1744 : Pierre de Gail
- 1745 : Alexandre-Xavier Audibert (Mathieu Boze, 2e échevin)
- 1746 : Jean David
- 1747 : Nicolas Borély (Jean-Jacques Borély, 2e échevin)
- 1747 : François-Dominique Bertrand
- 1749 : Honoré Latil (Jean Boyer, 2e échevin)
- 1750 : Gabriel Rémusat
- 1751 : Antoine Martin (Jean-Baptiste Martin, 2e échevin)
- 1752 : Jean-Baptiste Latil
- 1753 : Jean-Ange Porry (Pierre Thulis, 2e échevin)
- 1754 : Mathieu Truilhier (Nicolas Samatan, 2e échevin)
- 1755 : Pierre-Honoré Roux
- 1756 : Pierre-Joseph Rémusat
- 1758 : Joachim de Surian (Joseph Rozan, 2e échevin)
- 1759 : Pierre-Jean Delisle (Guillaume de Paul, 2e échevin)
- 1760 : Jean-François Conil (Jean-Baptiste Camoin, 2e échevin)
- 1761 : Louis Guintrand (Jean-Baptiste Martin, 2e échevin)
- 1762 : Ange-Toussaint-Simon Rolland
- 1763 : Nicolas Samatan
- 1764 : Georges de Roux (François Clary, 2e échevin)
- 1765 : Noël-Justinien Rémusat (Antoine-Étienne Escalon, 2e échevin)
- 1766 : Nicolas-Jacques Ferrary

## Liste des maires

### Ancien Régime
En 1766, Louis XV crée le poste de maire de Marseille. Alors que les échevins étaient banquiers, négociants, marchands et armateurs, la fonction de maire est réservée à la noblesse de la ville. La ville devient ainsi dirigée par un maire noble, quatre échevins (deux négociants et deux bourgeois), un assesseur (avocat), et trente-six conseillers (neuf nobles, trois avocats, neuf négociants, neuf bourgeois et six marchands tenant boutique).
| N° | Dates     | Nom                                                                                | Remarque              |
| -- | --------- | ---------------------------------------------------------------------------------- | --------------------- |
| 1  | 1766-1769 | Balthazar Fouquet de Jarente, marquis de la Bruyère, seigneur du Rouet et de Carry | Nommé par le roi      |
| 2  | 1769-1772 | Jean-François Lemaître de Beaumont                                                 | Capitaine des galères |
| 3  | 1772-1775 | François-Joseph de Marin                                                           |                       |
| 4  | 1775-1778 | Louis-Antoine de Cipières                                                          | Officier de marine    |
| 5  | 1778-1781 | Joachim-Elzéard de Gantel-Guitton, seigneur de Mazargues                           |                       |
| 6  | 1781-1784 | Pierre de Louvicou                                                                 |                       |
| 7  | 1784-1787 | Jean-Pierre d'Isnard                                                               |                       |
| 8  | 1787-1790 | Joachim de Gaillard                                                                |                       |

### Révolution
| N° | Dates     | Nom                          |
| -- | --------- | ---------------------------- |
| 9  | 1790-1791 | Étienne Martin, dit le Juste |
| 10 | 1791-1793 | Jean-Raymond Mourraille      |

Lors des insurrections fédéralistes, les sections destituent Jean-Raymond Mourraille le 17 avril 1793. Un comité général est formé le 1er mai. Après l'entrée des troupes de la Convention, la commune est dissoute en décembre 1793 et remplacée par une commission municipale.
Le 6 janvier 1794, Marseille est rebaptisée « Sans nom ». Elle retrouve son nom dès le 12 février 1794 et, le 3 mars, une nouvelle municipalité est formée.
Une loi du loi du 19 vendémiaire an IV (11 octobre 1795), divise Marseille en trois municipalités de canton coordonnées par un bureau central,.

### Empire
De 1795 à 1805, Dominique Sarmet, Auguste Mossy et François Omer Granet sont respectivement maires du Nord, du Centre et du Midi. Une loi du 6 mars 1805 réinstaure la municipalité unique.
Les maires sont nommés par l'empereur.
| N° | Dates     | Nom                                            | Remarque |
| -- | --------- | ---------------------------------------------- | -------- |
| 11 | 1805-1813 | Antoine-Ignace Anthoine, baron de Saint-Joseph |          |
| 12 | 1813-1814 | Jean-Baptiste de Montgrand                     |          |

### Restauration
| N°   | Dates     | Nom                        | Remarque                                                               |
| ---- | --------- | -------------------------- | ---------------------------------------------------------------------- |
| 12   | 1814-1815 | Jean-Baptiste de Montgrand | Confirmé par Louis XVIII. Démissionne au moment du retour de Napoléon. |
| 13   | 1815      | Philippe Raymond           | Premier adjoint de Montgrand, le remplace au moment de sa démission.   |
| (12) | 1815-1830 | Jean-Baptiste de Montgrand | Retrouve son poste lors de la Seconde Restauration.                    |

### Monarchie de Juillet
Les maires sont nommés par le roi.
| N° | Dates     | Nom                        | Remarque |
| -- | --------- | -------------------------- | --- |
| 13 | 1830-1832 | Alexis-Joseph Rostand      | |
| 13 | août 1831 | Alexandre Warrain          | Marseille n'avait plus de maire puisque Alexis-Joseph Rostand avait donné sa démission le 7 juillet 1831. Par une ordonnance du roi Louis-Philippe du 25 août 1831, Alexandre Warrain était nommé maire de la ville de Marseille. Le choix de Warrain plut à la grande majorité des Marseillais d’après le Journal des débats politiques et littéraires. Warrain ne put accepter ces fonctions semble t-il à cause de l’insuffisance de sa fortune et après avoir consulté ses amis, donna sa démission. |
| 14 | 1832-1843 | Maximin Dominique Consolat | |
| 15 | 1843-1848 | André Reynard              | |

### Deuxième République
| N° | Dates     | Nom                      | Parti       | Remarque                                                  |
| -- | --------- | ------------------------ | ----------- | --------------------------------------------------------- |
| 16 | 1848      | Emmanuel Barthélemy      | Républicain | Nommé par le commissaire du gouvernement de la République |
| 17 | 1848      | Jean Élysée Baux         |             |                                                           |
| 18 | 1848-1849 | Louis-Marie Albe         |             |                                                           |
| 19 | 1849-1852 | Bonaventure de Chantérac |             |                                                           |

### Second Empire
Les maires sont nommés par l'empereur.
| N° | Dates     | Nom                      | Remarque                                                       |
| -- | --------- | ------------------------ | -------------------------------------------------------------- |
| 19 | 1852-1854 | Bonaventure de Chantérac |                                                                |
| 20 | 1854-1859 | Jean-François Honnorat   | Destitué à la demande du préfet, qui l'estime trop indépendant |
| 21 | 1859-1861 | Louis-Philippe Lagarde   | Démissionne face à l'autoritarisme du préfet                   |
| 22 | 1861-1862 | Jules Joseph Onfroy      | Démissionne face à l'autoritarisme du préfet                   |
| 23 | 1862-1864 | François-Xavier Rouvière |                                                                |
| 24 | 1864-1870 | Théodore Bernex          |                                                                |

### Troisième République
Jusqu'en 1884, le maire est nommé par le préfet, mais obligatoirement choisi dans le conseil municipal (sauf en 1874). Par la suite, il est élu par le conseil municipal.
| N°   | Dates     | Nom                         | Parti          | Remarque                                                                             |
| ---- | --------- | --------------------------- | -------------- | ------------------------------------------------------------------------------------ |
| 25   | 1870-1871 | Jacques-Thomas Bory         | Républicain    | À la tête de la municipalité pendant la Commune de Marseille                         |
| 26   | 1871-1873 | Melchior Guinot             | Républicain    |                                                                                      |
| 27   | 1873-1874 | Marius Isoard               | Républicain    | Révoqué par le gouvernement                                                          |
| 28   | 1874-1875 | Augustin Rabatau            |                |                                                                                      |
| 29   | 1876-1877 | Jean-Baptiste Maglione      |                |                                                                                      |
| 30   | 1877      | Antoine de Jessé-Charleval  |                |                                                                                      |
| (29) | 1877-1878 | Jean-Baptiste Maglione      |                |                                                                                      |
| 31   | 1879-1880 | Simon Ramagni               |                |                                                                                      |
| 32   | 1881-1884 | Jean-Baptiste Brochier      | Comité central | Premier maire élu par le conseil municipal                                           |
| 33   | 1884-1887 | Emmanuel Allard             | Républicain    | 1er mandat                                                                           |
| 34   | 1887-1892 | Félix Baret                 |                |                                                                                      |
| 35   | 1892-1902 | Siméon Flaissières          | POF            | Premier maire socialiste                                                             |
| 36   | 1902-1908 | Jean-Baptiste Amable Chanot | FR             |                                                                                      |
| (33) | 1908-1910 | Emmanuel Allard             | FR             | 2d mandat, élu au bénéfice de l'âge face à Bernard Cadenat, meurt en cours de mandat |
| 37   | 1910-1912 | Bernard Cadenat             | SFIO           | Élu par 19 voix contre 17 à M. Roger, après un intérim de Clément Lévy               |
| (36) | 1912-1914 | Jean-Baptiste-Amable Chanot | FR             |                                                                                      |
| 38   | 1914-1919 | Eugène Pierre               | FR             |                                                                                      |
| (35) | 1919-1931 | Siméon Flaissières          | SFIO           | Meurt en cours de mandat                                                             |
| 39   | 1931-1935 | Georges Ribot               | RAD            |                                                                                      |
| 40   | 1935-1939 | Henri Tasso                 | SFIO           | La ville est mise sous tutelle en 1939                                               |

### Tutelle
À la suite de l'incendie des Nouvelles Galeries le 28 octobre 1938, la ville est mise sous tutelle et dirigée par des administrateurs :
- 1939 : Frédéric Surleau, administrateur extraordinaire
- 1939-1940 : Henri Cado, administrateur extraordinaire
- 1940 : Frédéric Surleau, administrateur extraordinaire
- 1940-1944 : Louis Barraud, administrateur extraordinaire.

### Libération et Quatrième République
À la Libération, des administrateurs continuent d'être nommés :
- 1944-1946 : Pierre Massenet
- 1946 : Marcel Renault

Dans le même temps, le socialiste et résistant Gaston Defferre est président de la délégation municipale puis président du conseil municipal de 1944 à 1945. Démissionnaire, il est remplacé par le communiste Jean Cristofol en 1945.
| N° | Dates                              | Nom             | Parti | Notes                                                                               |
| -- | ---------------------------------- | --------------- | ----- | ----------------------------------------------------------------------------------- |
| 41 | 24 décembre 1946 – 26 octobre 1947 | Jean Cristofol  | PCF   | Président du conseil municipal, élu maire à la suite de la fin du régime de tutelle |
| 42 | 1947-1953                          | Michel Carlini  | RPF   | Ne se représente pas                                                                |
| 43 | 1953-1958                          | Gaston Defferre | SFIO  | Ancien résistant, maire de Marseille d'août 1944 à novembre 1945                    |

### Cinquième République
Sans compter l'intérim de Jean-Victor Cordonnier, la ville de Marseille est vue comme un cas exceptionnel avec seulement cinq maires différents en plus d'un demi-siècle.
| N° | Nom | Nom                              | Parti                   | Début du mandat  | Fin du mandat    |
| -- | --- | -------------------------------- | ----------------------- | ---------------- | ---------------- |
| 43 |     | Gaston Defferre                  | SFIO puis PS            | 9 mai 1953       | 7 mai 1986       |
| -  |     | Jean-Victor Cordonnier (intérim) | PS                      | 7 mai 1986       | 17 mai 1986      |
| 44 |     | Robert Vigouroux                 | PS puis DVG             | 17 mai 1986      | 25 juin 1995     |
| 45 |     | Jean-Claude Gaudin               | UDF-PR, DL, UMP puis LR | 25 juin 1995     | 4 juillet 2020   |
| 46 |     | Michèle Rubirola                 | EÉLV                    | 4 juillet 2020   | 15 décembre 2020 |
| 47 |     | Benoît Payan                     | PS puis DVG             | 15 décembre 2020 | en cours         |

### Portraits des maires

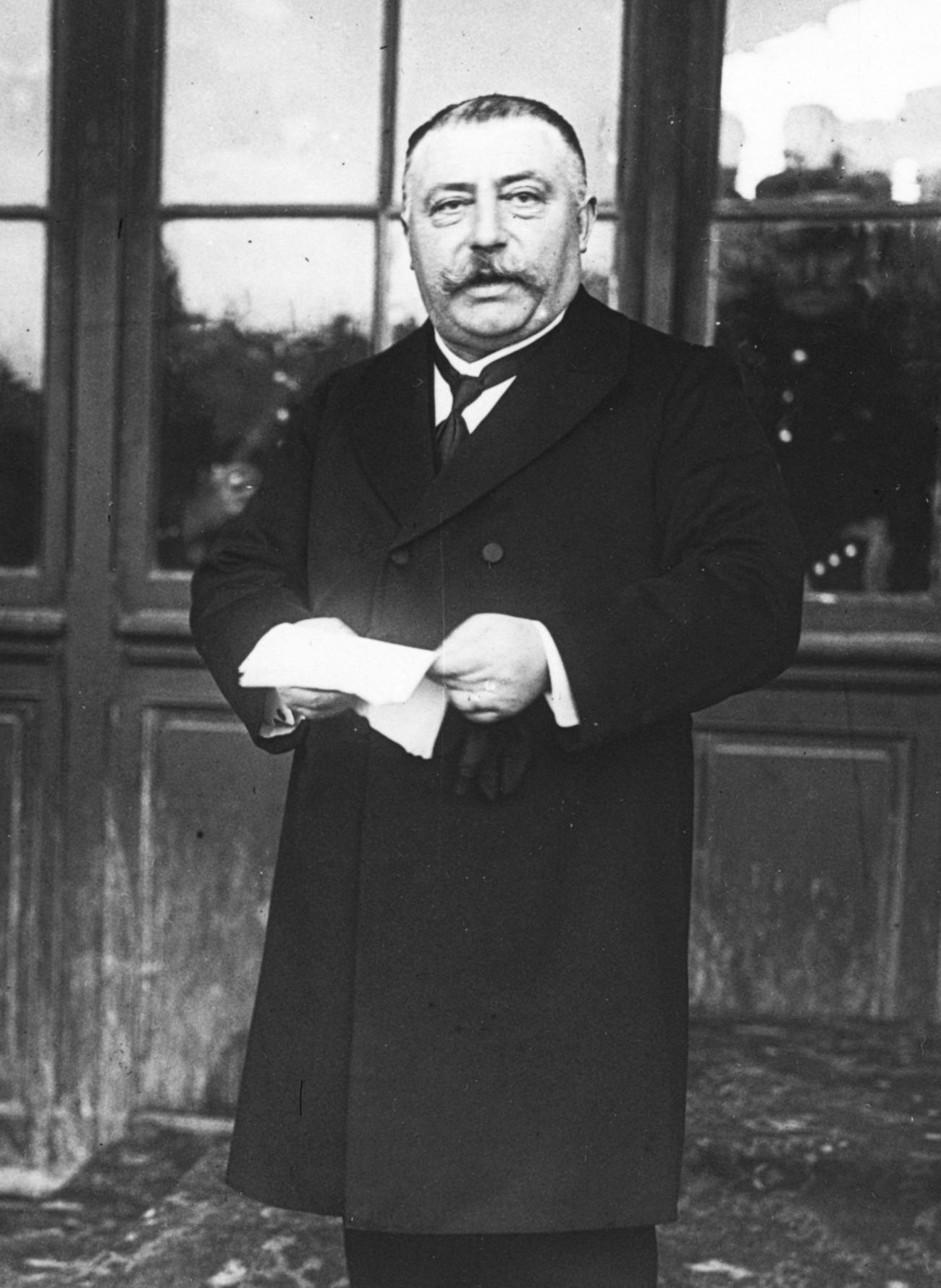
Emmanuel Allard, maire 1884 à 1887 et de 1908 à 1910.

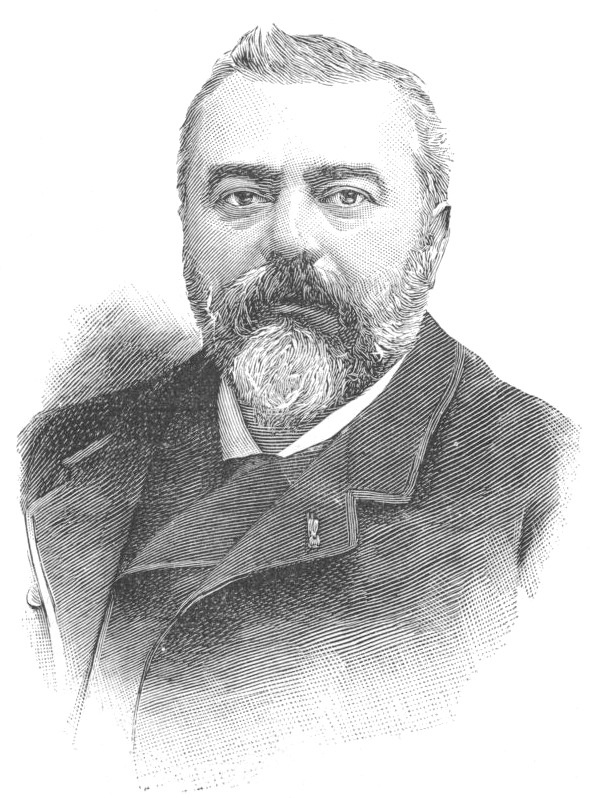
Félix Baret, maire de 1887 à 1892.

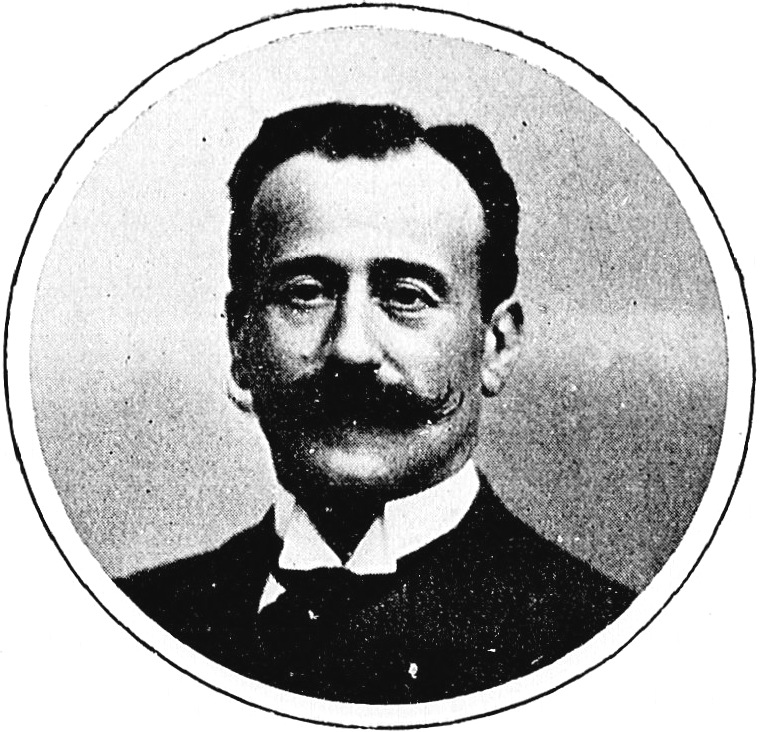
Amable Chanot, maire de 1902 à 1908 et de 1912 à 1914.

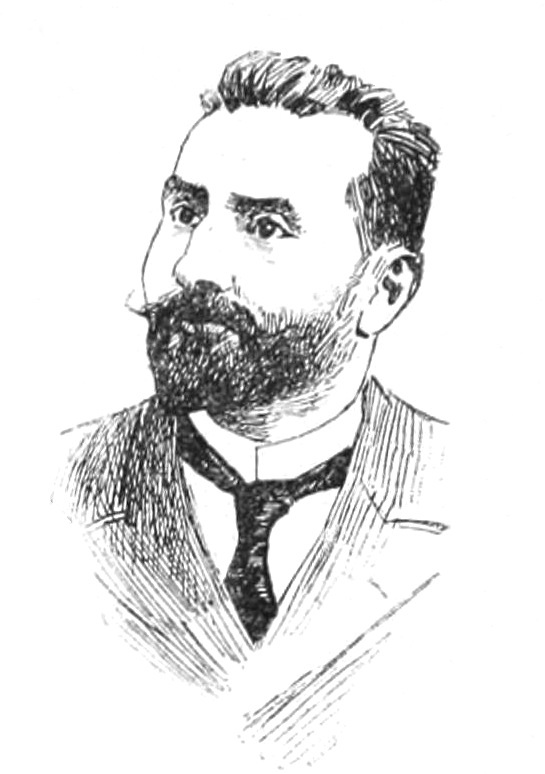
Bernard Cadenat, maire de 1910 à 1912.

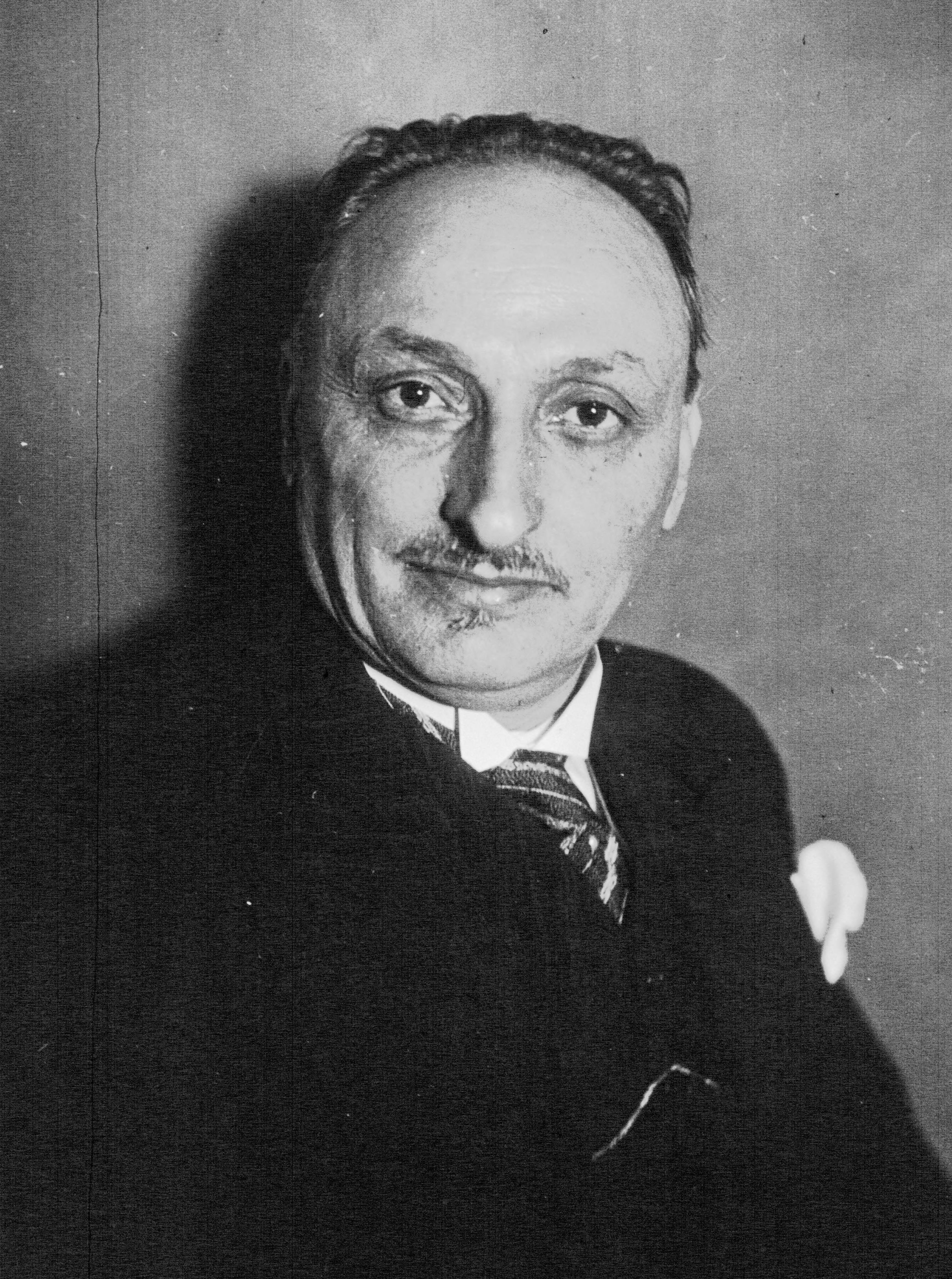
Henri Tasso, maire de 1935 à 1939.

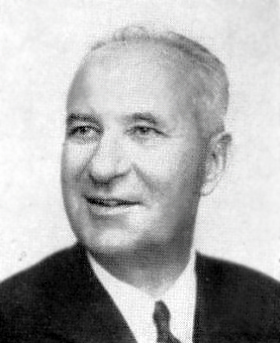
Gaston Defferre, maire de 1953 à 1986.

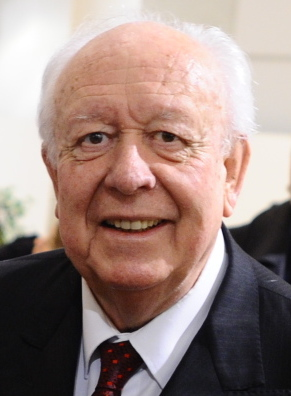
Jean-Claude Gaudin, maire de 1995 à 2020.